# شخصیت اقتدارگرا

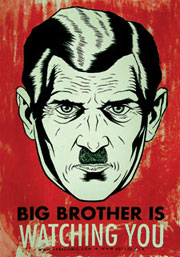
تصویری (که به اشتباه نه از استالین بلکه از هیتلر الهام گرفته شده) توسط فردریک گیمونت خلق و متعلق به اوست

شخصیت اقتدارگرا، شخصیت اقتدارطلب، شخصیت قدرت‌طلب یا شخصیت سیطره‌جو عنوان نوعی الگوی روان‌شناختی و توضیح گونه‌ای از ویژگی‌های شخصیّتی در انسان است.
شخصیّت قدرت‌نگر شخصیّتی است خاص که در برابر هر عمل یا سخن، ضابطه و منطق درستی یا نادرستی را بر مبنای روابط قدرت قرار می‌دهد. بدین‌سان چنین فردی زمانی که در برابر کلام یا پندی قرار می‌گیرد تنها با توجّه به میزان قدرت گوینده، کلام را ارج می‌نهد یا طرد می‌کند.
چنین فردی در موقعیّت‌های سازمانی در برابر قدرت مافوق تسلیم محض است و از زیردستان نیز چنین تسلیمی را طلب می‌کند. این نوع شخصیّتی معمولاً به جای توجه به محتوا به قالب می‌نگرد و ملاک ارزیابی در نظر چنین شخصیّت‌هایی به جای «محتوای سخن»، «کیستی گوینده» و به جای «سخن بهتر»، «سخن قوی‌تر» است. غلبه و قدرت گرفتن چنین شخصیّت اجتماعی یکی از آفت‌های جوامع محسوب می‌گردد.
پژوهش پیرامون این پدیده از نخستین تحقیقات جامعه‌شناختی پیرامون «روان‌شناسی فاشیزم» بوده و توسّط گروهی از پژوهشگران علوم اجتماعی دانشگاه برکلی و به سرپرستی تئودور آدورنو جامعه‌شناس آلمانی در خلال سالهای دهه ۴۰ میلادی صورت پذیرفته و نتایج آن در ۱۹۵۰ تحت عنوان شخصیت اقتدارگرا توسّط انتشارات هرپر در نیویورک منتشر شده‌است.
همچنین، اریش فروم در مورد شخصیت اقتدار طلب تحقیقاتی انجام داده‌است، وی مقاله ای با این موضوع نوشته و منتشر کرده‌است.
در این مقاله فروم برای این نوع شخصیت، دو گونه تعیین می‌کند، گونه اول اقتدار طلب خودآزار و گونه دوم اقتدار طلب دگرآزار، گونه اول با جذب شدن در یک بت، رهبر، حزب یا هر مجموعه بزرگی سعی در بزرگ کردن خویش دارد، گونه خود آزار پذیرای بی چون و چرای فرامین رهبر است، اما گونه دوم یعنی دگرآزار به دنبال ذوب کردن دیگران در ایدئولوژی خود است، فروم هیتلر را به عنوان یک دگر آزار معرفی می‌کند، و عقیده دارد حکومت‌های توتالیتری مانند آلمان نازی و روسیه استالینی مهد شخصیت‌های اقتدار طلب خود آزار است، و این نوع شخصیت در این نظام‌ها آرام می‌گیرند.